# Dilshodbek Ruzmetov
Ruzmetov Dilshodbek est un boxeur ouzbek né le 12 mars 1999.

## Carrière
Sa carrière amateur est principalement marquée par une médaille d'argent remportée aux championnats du monde 2019 dans la catégorie mi-lourds.

## Palmarès

### Championnats du monde
- Médaille d'argent en -81 kg en 2019 à Iekaterinbourg, Russie